# Luke Murphy
Luke John Murphy, född 21 oktober 1989 i Alsager i Cheshire, är en engelsk professionell fotbollsspelare och mittfältare som spelar för Macclesfield.

## Klubblagskarriär

### Crewe Alexandra
Murphy började sin fotbollskarriär i Crewe Alexandras fotbollsakademi innan han gjorde debut i a-laget 2008. Han spelade 161 ligamatcher, gjorde 21 ligamål och blev 2012 lagkapten för klubben, innan han köptes av Leeds för en miljon pund inför säsongen 2013/2014.

### Leeds United
Murphy skrev ett treårskontrakt med Leeds och figurerade regelbundet under de första säsongerna. Han var en av de nominerade till priset för klubbens bäste spelare säsongen 2013/2014. Säsongen därpå var han en viktig del av lagets upphämtning under våren. Sommaren 2015 drabbades han av en knäskada som gjorde att han missade försäsongen. Trots detta erbjöds han förnyat kontrakt på fyra år med Leeds, vilket han accepterade med en betydande lönesänkning.
Även under 2015/2016 spelade Murphy i merparten av klubbens matcher, men säsongen därpå, efter att Garry Monk tagit över som tränare, hamnade han utanför laget. Hans enda framträdande för Leeds under säsongen 2016/2017 kom i en cupmatch mot Luton Town i augusti. I september fanns han inte längre med i matchprogrammets laglista.

#### Burton Albion (lån)
Den 6 januari 2017 gick Murphy till Burton Albion på lånekontrakt för återstoden av säsongen. Han spelade 19 matcher och gjorde ett mål när Burton med en poängs marginal klarade sig kvar i andradivisionen Championship. Den 3 juli 2017 gick han på nytt lån till samma klubb, denna gång för hela den kommande säsongen. Under säsongen 2017/2018 spelade Murphy 41 matcher för Burton, som denna gång blev nedflyttade under dramatiska former på säsongens sista dag.
Den 1 augusti 2018, nästan två år efter hans senaste tävlingsmatch för Leeds United, accepterade Murphy att avsluta sitt kontrakt med klubben och blev därmed klubblös.

### Bolton Wanderers
Den 2 augusti 2018, dagen efter att han lämnat Leeds, skrev Murphy på ett tvåårskontrakt för Championship-konkurrenten Bolton Wanderers. Han debuterade för klubben i säsongspremiären den 4 augusti 2018 genom att spela från start då Bolton bortabesegrade West Bromwich Albion med 2-1.

### Återkomst i Crewe Alexandra
Den 4 september 2020 återvände Murphy till Crewe Alexandra, där han skrev på ett tvåårskontrakt.

### Macclesfield
I augusti 2022 värvades Murphy av Northern Premier League Division One West-klubben Macclesfield.